# Суперкуп Европе 1972.
Суперкуп Европе 1972. била је фудбалска утакмица одиграна у два меча између победника Купа европских шампиона 1971/72. и победника Купа победника купова 1971/72. Утакмицу је предложио Антон Виткамп из листа De Telegraaf како би се одлучило који је најбољи клуб у Европи.

## Историја
Године 1972, Виткамп је предложио идеју Јапу ван Прагу, тадашњем председнику Ајакса, који је у том тренутку био освајач Купа европских шампиона. Идеја је затим представљена УЕФА-и ради званичног признања, али је Артемијо Франки, тадашњи председник УЕФА-е, одбио предлог јер је актуелни шампион Купа победника купова, ФК Ренџерс, био под једногодишњом суспензијом коју је УЕФА изрекла због наводног недоличног понашања њихових навијача.
Меч је ипак одржан, али незванично, као део прославе стогодишњице Ренџерса. Прва утакмица одиграна је 16. јануара 1973, на стадиону Ајброкс, а реванш 24. јануара 1973. на Олимпијском стадијуму. Ајакс је победио са укупним резултатом 6–3, тријумфујући против Ренџерса и код куће и у гостима – 3:1 у Глазгову и 3:2 у другој утакмици у Амстердаму.